# Magnus Sundström
Magnus Sundström (i riksdagen kallad Sundström i Östansjö), född 3 mars 1861 i Enånger, död 20 december 1909 i Söderhamn, var en svensk folkskollärare och riksdagsman (liberal).
Magnus Sundström, som kom från en bondesläkt, var folkskollärare vid olika skolor i södra Hälsingland, bland annat i Östansjö folkskola i Söderala 1882–1909. Han var också ordförande för Södra Hälsinglands distriktsloge av IOGT och kommunalt verksam i Söderala.
Han var riksdagsledamot i andra kammaren för Södra Hälsinglands östra tingslags valkrets (1909 namnändrad till Sydöstra Hälsinglands domsagas valkrets) från 1903 till sin död. I riksdagen tillhörde han Frisinnade landsföreningens riksdagsparti Liberala samlingspartiet. Han var lband annat ledamot i konstitutionsutskottet 1909 och engagerade sig inte minst i skolfrågor.